# آنا-ماریا الکساندری
آنا-ماریا الکساندری (یونانی: Άννα-Μαρία Αλεξανδρή؛ زادهٔ ۱۵ سپتامبر ۱۹۹۷) شناگر زن شنای موزون یونانی‌تبار اهل اتریش است.
وی در مسابقات کشوری و بین‌المللی در مجموع برندهٔ ۳ مدال طلا، ۳ مدال نقره، ۴ مدال برنز شده‌است.